# Miguel de Trebizonda
Miguel de Trebizonda (c. 1288 — depois de 1355) foi um imperador do Império de Trebizonda que reinou en 1341 e entre 1344 e 1349. Foi antecedido no trono por João III e sucedido por Aleixo III.